# ミュンヘン知的財産法センター
ミュンヘン知的財産法センター（ミュンヘンちてきざいさんほうセンター、Munich Intellectual Property Law Center:MIPLC）は、2003年に設立された、ドイツのミュンヘンを拠点とする知的財産法および競争法の研究・教育センターである。
MIPLCは、ジョージ・ワシントン大学ロースクールと、マックス・プランク・イノベーション競争研究所、アウクスブルク大学、ミュンヘン工科大学(TUM)の3つのドイツの機関によるプロジェクトである。英語によるLL.M.プログラム「知的財産と競争法」を提供している。

## 関連記事
- Intellectual property organization